# Hülben
Hülben ist eine Gemeinde etwa 14 km östlich von Reutlingen in Baden-Württemberg. Sie gehört zur Region Neckar-Alb und zur Randzone der europäischen Metropolregion Stuttgart. Hülben ist mit seiner gesamten Gemarkung Teil des Biosphärengebiets Schwäbische Alb und des UNESCO Geoparks Schwäbische Alb.

## Geographie

### Geographische Lage
Hülben ist eine Gemeinde am Nordrand der Schwäbischen Alb, oberhalb der Kurstadt Bad Urach.

### Nachbargemeinden
Folgende Städte und Gemeinden grenzen an die Gemeinde Hülben, sie werden im Uhrzeigersinn (beginnend im Norden) genannt und gehören zum Landkreis Reutlingen bzw. zum Landkreis Esslingen¹
Neuffen¹, Erkenbrechtsweiler¹, Grabenstetten, Bad Urach und Dettingen an der Erms.

### Gemeindegliederung
Zur Gemeinde Hülben gehören das Dorf Hülben und die Häusergruppe An der Steige.

### Schutzgebiete
Die gesamte Gemarkung von Hülben gehört bis auf die besiedelten Bereiche zum Landschaftsschutzgebiet Reutlinger und Uracher Alb. Darüber hinaus hat Hülben Anteile an den beiden FFH-Gebieten Uracher Talspinne und Alb zwischen Jusi und Teck sowie am Vogelschutzgebiet Mittlere Schwäbische Alb. Hülben gehört vollständig zum Biosphärengebiet Schwäbische Alb, eine Kernzone wurde im Rutschenwald im Westen der Gemeinde ausgewiesen.

## Geschichte

### Gründung
Hülben wurde wahrscheinlich in der Zeit der alemannischen Landnahme zwischen 700 und 800 gegründet. Der Ortsname ist eine Wohnstättenbezeichnung nach den beiden Hülben, an denen sich damals die ersten Siedler niedergelassen hatten.
Während der Zeit der Stammesherzogtümer gehörte der Ort zum Herzogtum Schwaben. In der Zwiefaltener Chronik von 1137 wird Hülben erstmals urkundlich erwähnt.
Schon im Hülbener Stammbuch aus dem Jahre 1278 stand über die damaligen Bewohner von Hülben: „Ein gar eigenbrötlerisches, zuweilen auch störrisches Bergvolk, das der Trunkenheit und der Weiberei nicht abgeneigt ist.“

### Territoriale Zugehörigkeit
1265 kam Hülben als Teil der Grafschaft Urach zu Württemberg, das 1534 nach der Schlacht bei Lauffen evangelisch wurde. Hülben war in altwürttembergischer Zeit dem Amt Urach unterstellt.

### Entwicklungen im 19. und 20. Jahrhundert
Bei der Neugliederung des jungen Königreichs Württemberg am Anfang des 19. Jahrhunderts wurde die Zugehörigkeit von Hülben zum Oberamt Urach fortgeführt. Durch den Ausbau der Albsteigen in den Jahren 1823 bis 1848 von Hülben nach Urach und 1852 nach Neuffen wurde die Benutzung auch schwerer Fuhrwerke möglich. 1866 bekam Hülben eine eigene Pfarrei; zuvor war es eine Tochtergemeinde (Filial) von Dettingen an der Erms. Im Laufe der zunehmenden Industrialisierung entwickelte sich Hülben im 20. Jahrhundert von einem alten Bauerndorf mit von Armut betroffenen Tagelöhnern zur Wohngemeinde mit Industriearbeitern und Angestellten, die zur Arbeit in die Fabriken ins Neckartal pendelten. Mit der Kreisreform während der NS-Zeit in Württemberg gelangte Hülben 1938 zum Landkreis Reutlingen. 1945 wurde der Ort Teil der Französischen Besatzungszone und kam somit zum Nachkriegsland Württemberg-Hohenzollern, welches 1952 im Land Baden-Württemberg aufging.

## Religion

### Evangelische Kirche
Die Kirchengemeinde Hülben umfasst die Gemeinde Hülben. Eine Marienkapelle wurde 1233 erstmals erwähnt. Sie war Filiale von Dettingen. 1866 wurde Hülben Pfarrverweserei, 1872 Pfarrei. Die frühgotische Kirche wurde 1967 durch eine neue Kirche mit Gemeindesaal ersetzt.

### Pietismus
Überregional wurde die Gemeinde vor allem durch die von Michael Cullin (* 1540) aus Erkenbrechtsweiler abstammende Lehrersfamilie Kullen bekannt. Von 1722 bis 1966 (bis 1939 ununterbrochen) waren Angehörige der Familie Kullen im Hülbener Schuldienst tätig. „In Hülben schlägt das Herz des Altpietismus“: Aus der Familie Kullen ging auch die altpietistische Gemeinschaft hervor, die bis heute alljährlich die „Kirchweihmontagsstunde“ abhält. Hülbener Gemeinschaftsstunden sind seit 1784 nachweisbar.

## Einwohnerentwicklung
Die Einwohnerzahlen sind Volkszählungsergebnisse (¹) oder amtliche Fortschreibungen des Statistischen Landesamtes (nur Hauptwohnsitze).
| Stichtag             | Einwohner |
| -------------------- | --------- |
| 1. Dezember 1871 ¹   | 957       |
| 1. Dezember 1900 ¹   | 1.330     |
| 17. Mai 1939 ¹       | 1.921     |
| 13. September 1950 ¹ | 2.209     |
| 6. Juni 1961 ¹       | 2.545     |
| 27. Mai 1970 ¹       | 2.676     |
| 25. Mai 1987 ¹       | 2.610     |

| Jahr              | Einwohner |
| ----------------- | --------- |
| 31. Dezember 1991 | 2.837     |
| 31. Dezember 1995 | 2.893     |
| 31. Dezember 2000 | 2.936     |
| 31. Dezember 2005 | 2.885     |
| 31. Dezember 2010 | 2.826     |
| 31. Dezember 2015 | 2.863     |
| 31. Dezember 2020 | 3.024     |

## Politik

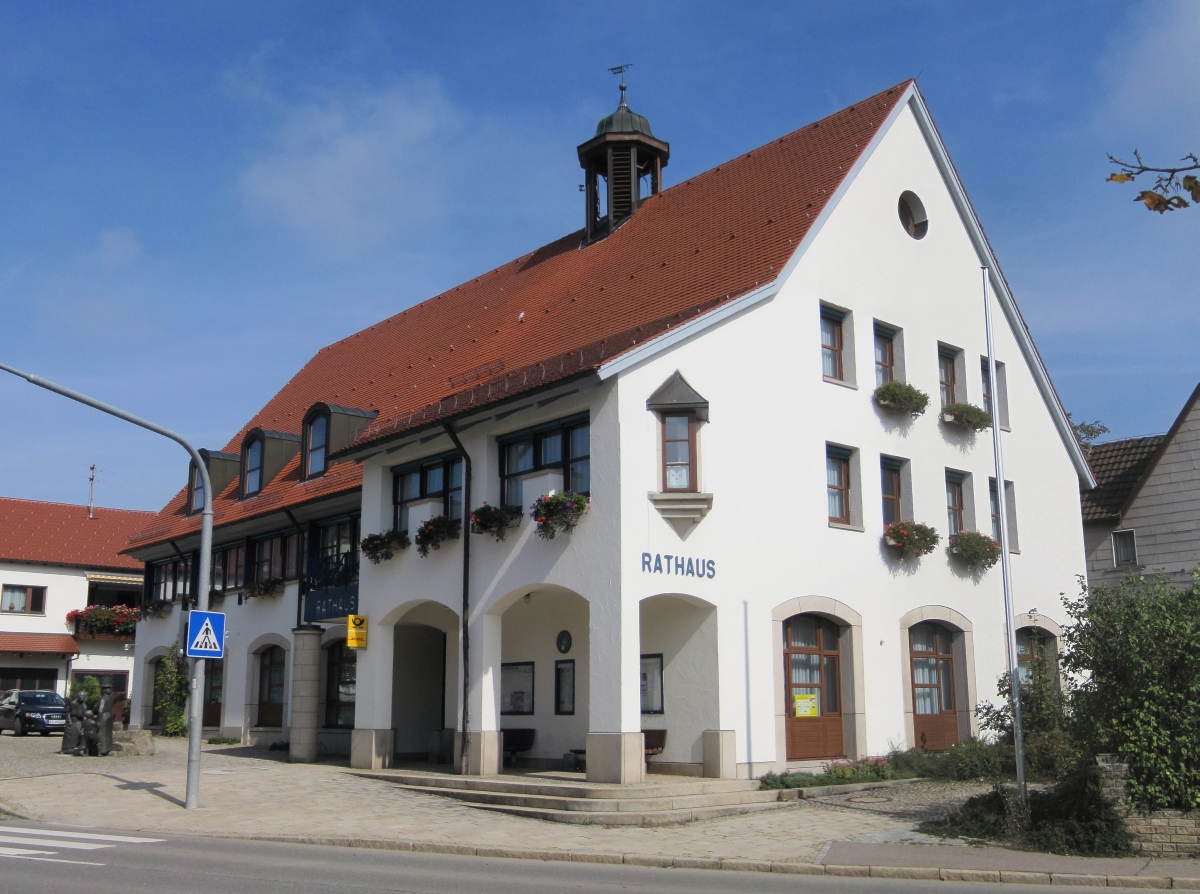
Hülben Rathaus 2013

### Gemeinderat
Der Gemeinderat in Hülben besteht aus den 12 ehrenamtlichen Gemeinderäten und dem Bürgermeister als Vorsitzendem. Der Bürgermeister ist im Gemeinderat stimmberechtigt. Bei der Kommunalwahl am 9. Juni 2024 wurde in Hülben nach dem System der Mehrheitswahl gewählt. Das bedeutet, dass nur eine Liste aufgestellt war und die Bewerber mit den höchsten Stimmenzahlen gewählt sind. Die Wahlbeteiligung lag bei 66,3 Prozent.

### Bürgermeister
- 1922–1951: Ernst Schaude (Senior)
- 1952–1982: Fritz Herter
- 1982–2006: Hans Notter
- seit 2006: Siegmund Ganser (* 1969, Freie Wähler)[5]

Ganser wurde im Januar 2014 mit 88,5 % sowie im Januar 2022 mit 86,2 % im Amt bestätigt.

### Wappen
| Wappen der Gemeinde Hülben | Blasonierung: „In Blau über einem silbernen (weißer) Wellenschildfuß ein goldener (gelber) Ammonit.“ |
| Wappen der Gemeinde Hülben | Wappenbegründung: Das Wappen wurde zur 850-Jahr-Feier der Gemeinde vom Gemeinderat beschlossen und von Landratsamt und Landesarchivdirektion genehmigt. Der Ammonit nimmt Bezug zur Lage der Gemeinde auf der Schwäbischen Alb. Der Wellenschildfuß bezieht sich wie beim ehemaligen Wappen (siehe unten) auf den Namen der Gemeinde von der lokalen Bezeichnung „hülwe“ = Lache, Teich oder Weiher. Die Gemeindefarben sind vom Wappen abgeleitet gelb und blau. |

Ehemaliges Wappen
| Ehemaliges Wappen der Gemeinde Hülben | Blasonierung: „In Silber über einem schwarzen Wellenschildfuß ein schwarzer Balken.“ |
| Ehemaliges Wappen der Gemeinde Hülben | Wappenbegründung: Das bis 1930 gebrauchte, vermutlich dem 19. Jahrhundert entstammende Schultheißenamtssiegel zeigt eine mit Laubzweigen bekränzte gestürzte Pflugschar als Symbol für die Landwirtschaft. Nach einem Gemeinderatsbeschluss vom 12. März 1948 sollte das Wappen der bereits damals nicht mehr landwirtschaftlich geprägten Gemeinde andere Figuren enthalten. Der Wellenschildfuß bezieht sich auf den Gemeindenamen, der von Hüle = Lache oder See abgeleitet wird. Der Balken soll an die Ritter von Dettingen erinnern, die in Hülben Besitz hatten. Die Familie des Cudis miles de Tettingen führte diese Wappenfigur. Das damals neue, jetzt ehemalige Wappen wurde am 26. April 1951 durch das Innenministerium Württemberg-Hohenzollern verliehen. |

## Kultur und Sehenswürdigkeiten

### Bauwerke
- Evangelische Kirche: Die frühgotische Kirche von 1233 wurde noch 1935 renoviert und mit Glasmalerei von Walter Kohler ausgestattet, jedoch 1967 nach Abbruch ersetzt durch die neue Christuskirche (mit Gemeindesaal). Das dortige Altarwandgemälde mit den Themen „Weg der Christen durch die Zeit hin zum Thron Gottes, Apokalypse, Himmlisches Jerusalem“ stammt von dem Pfullinger Künstler  Anton Geiselhart (1907–1973).[7]
- Villa Bubeck: Ehemaliges Ateliergebäude des Malers Carl Bubeck.
- Nördlich des Ortes beginnt beim Burrenhof der Heidengraben mit der Toranlage eines keltischen Oppidums aus dem 1. Jahrhundert v. Chr. und mit hallstadtzeitlichen keltischen Hügelgräbern.

### Spitzenklöppeln
Das früher als Broterwerb ausgeübte, in Hülben seit 1835 nachgewiesene Spitzenklöppeln wird dort heute wieder als Hobby betrieben.

### Naturdenkmäler

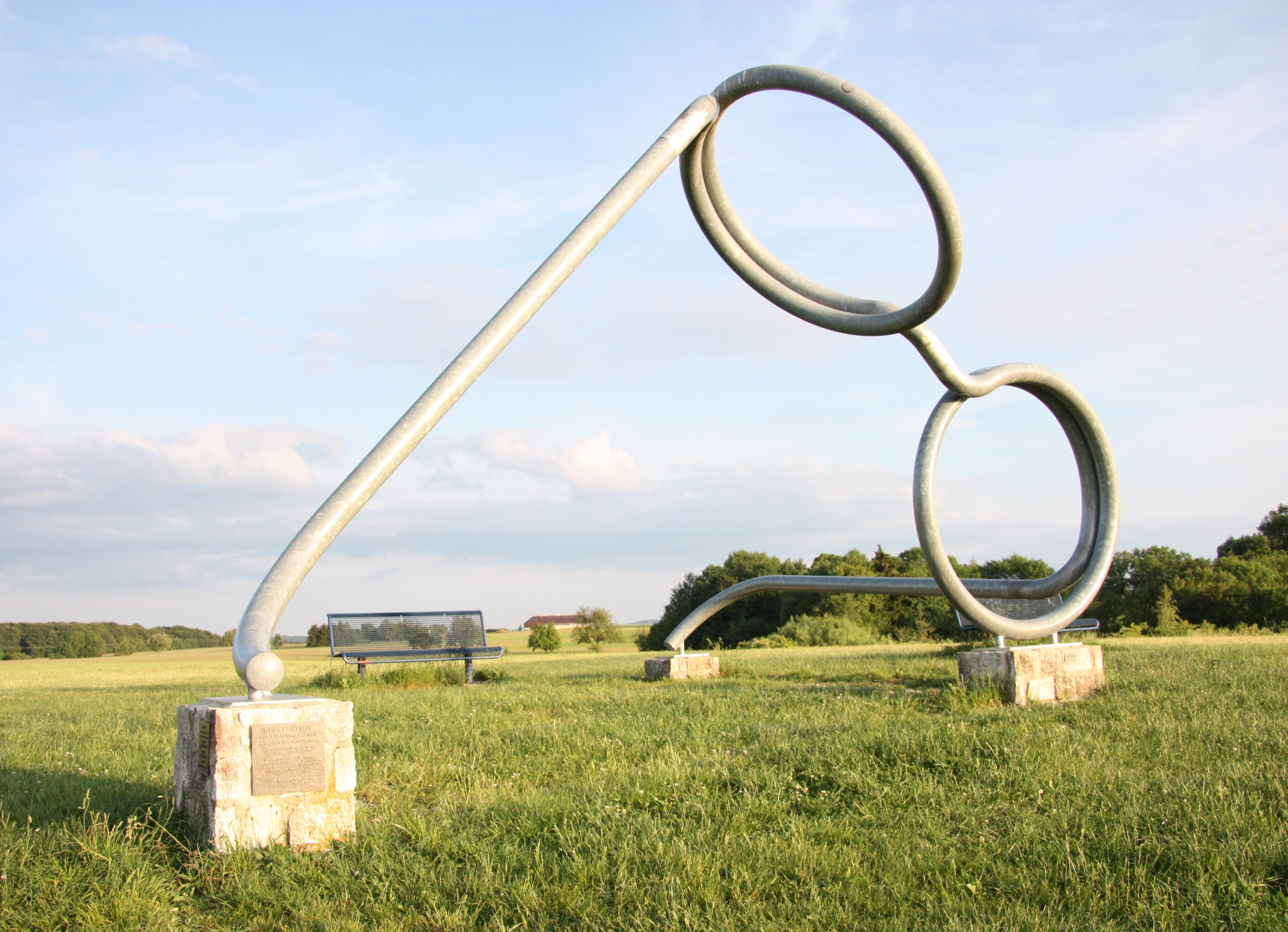
Kunstobjekt „Brille“

Die Hülbener Tropfsteinhöhle ist eine am 19. September 1978 beim Ausbau der Landesstraße Bad Urach–Hülben entdeckte Tropfsteinhöhle mit Stalaktiten und Stalagmiten. Der Einstieg in das Naturdenkmal befindet sich an der Landesstraße nach Bad Urach kurz oberhalb des Gebäudes An der Steige 10. Durch einen etwa fünf Meter tiefen Schacht gelangt man in den leicht begehbaren Teil der Höhle. Dieser hat etwa Zimmergröße, allerdings mit teilweise nur geringer Höhe.

### Regelmäßige Veranstaltungen
- Maibaumaufstellen, 30. April
- Hüle-Hock, Ende Juli
- Hülbener Wasen, erstes Wochenende im September
- Kirchweihmontagsstunde, am Montag nach dem 3. Sonntag im Oktober
- Silvesterstunde, 31. Dezember.

## Verkehr
Die Landesstraße 250 verbindet die Gemeinde im Süden mit Bad Urach und im Norden über die Landesstraße 1250 mit Neuffen.
Der Öffentliche Nahverkehr wird durch den Verkehrsverbund Neckar-Alb-Donau (NALDO) gewährleistet. Die Gemeinde befindet sich in der Wabe 221.
Nordöstlich der Gemeinde befindet sich das Segelfluggelände Hülben.
Der Schwäbische-Alb-Radweg führt als Fernradweg dicht am Ort vorbei durch das Gemeindegebiet; er führt vom Bodensee nach Donauwörth.

## Persönlichkeiten

### Söhne und Töchter der Gemeinde
- Johannes Kullen sen. (1787–1842), Institutsvorsteher in Korntal[9]
- Johannes Kullen jun. (1827–1905), Schulmeister in Hülben[10]
- Hans Schwenkel (1886–1957), württembergischer Landeskonservator für Naturschutz zur NS-Zeit
- Gotthilf Kächele (1888–1969), württembergischer Bäckermeister und Politiker
- Eberhard Kullen (1911–2007), Bundesbahnoberamtsrat, Leiter der altpietistischen Gemeinschaftsstunde in Hülben
- Theodor Dierlamm (1912–2004), Rektor an der Heil- und Pflegeanstalt Stetten im Remstal

### Persönlichkeiten, die am Ort gewirkt haben
- Ernst Schaude (1916–2001), Jurist, Regierungsvizepräsident RP Stuttgart, in Hülben aufgewachsen
- Konrad Eißler (1932–2024), evangelischer Theologe, lebte in Hülben
- Reinhard Breymayer (1944–2017), Philologe und Pietismusforscher, in Hülben aufgewachsen
- Markus Pleuler (* 1970), Fußballspieler, stammt aus Hülben

#### Berühmte Pfarrer der Gemeinde
- Johann Ludwig Fricker (1729–1766), Pfarrer in Hülben
- Wilhelm Zimmermann (1807–1878), Pfarrer in Hülben, Professor für Germanistik und Geschichte, Abgeordneter in der Frankfurter Nationalversammlung, Landtagsabgeordneter

#### In Hülben tätige Kunstmaler
- Karl Wilhelm Bauerle (1831–1912), Maler am Hof von Victoria, Königin von Großbritannien und Irland
- Theodor Bauerle (1865–1914), Kirchenmaler
- Carl Bubeck (1860–1894), Maler und Zeichner, wohnte einige Monate in Hülben und starb auch dort